# ماريوس جاكوب
ماريوس جاكوب (بالفرنسية: Marius Jacob)‏ هو بحار فرنسي، ولد في 29 سبتمبر 1879 في مارسيليا في فرنسا، وتوفي في 28 أغسطس 1954 في Reuilly, Indre ‏ في فرنسا بسبب تسمم.